# Kandyosilis bipartita
Kandyosilis bipartita is een keversoort uit de familie soldaatjes (Cantharidae). De wetenschappelijke naam van de soort werd in 1941 gepubliceerd door Wittmer.